# Postbridge Clapper Bridge

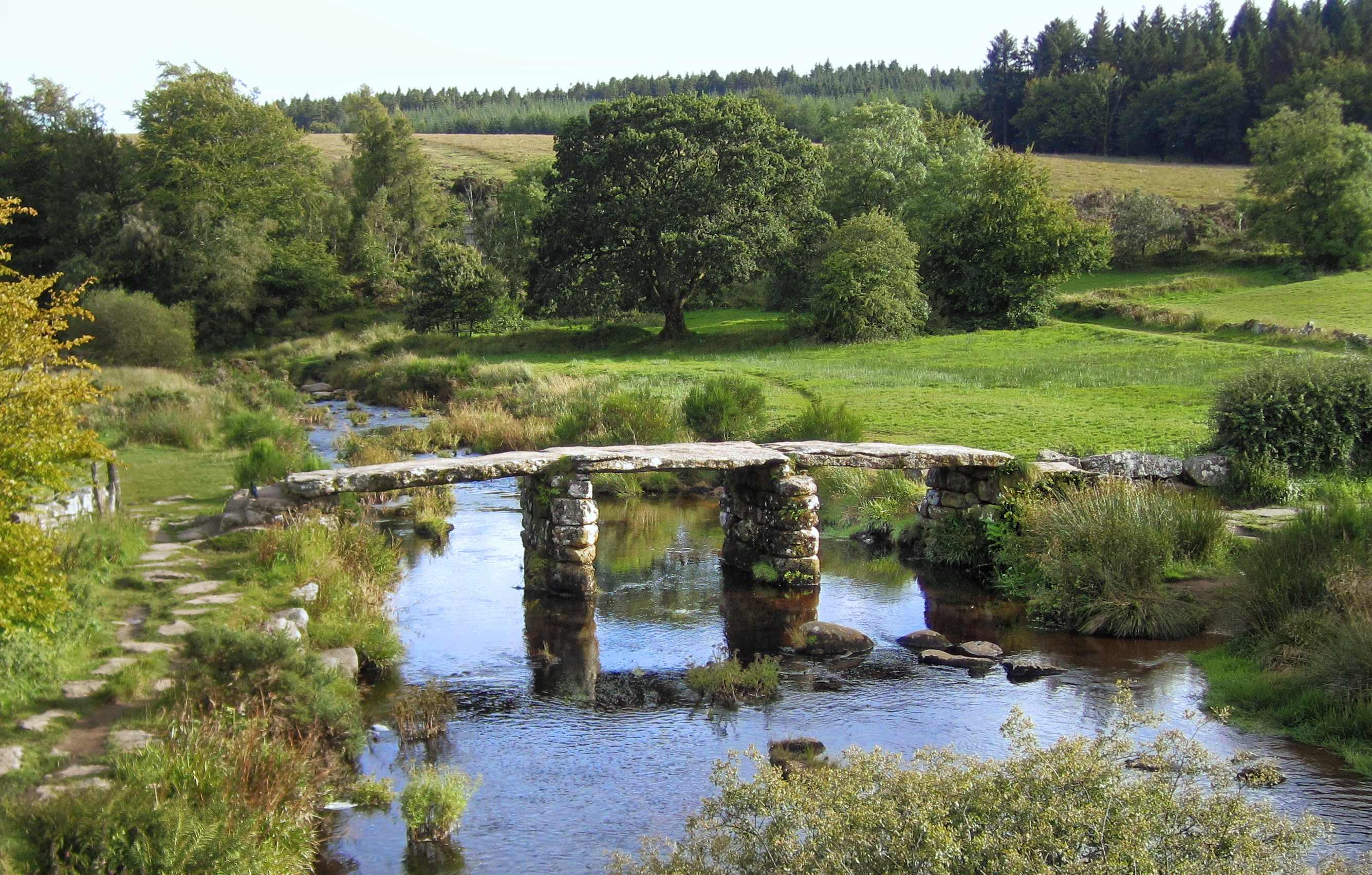
Postbridge Clapper Bridge

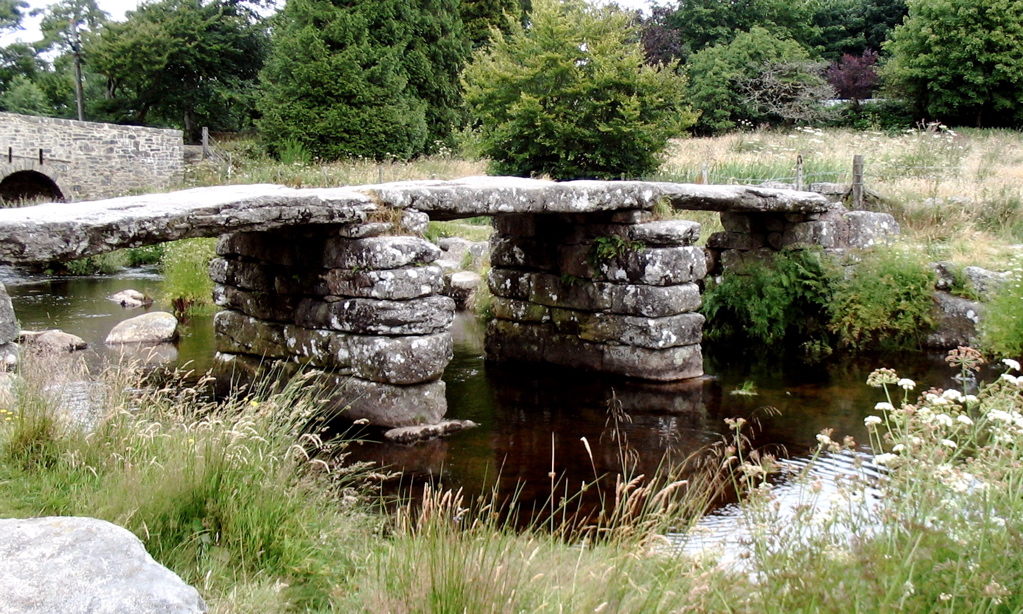
Postbridge Clapper Bridge

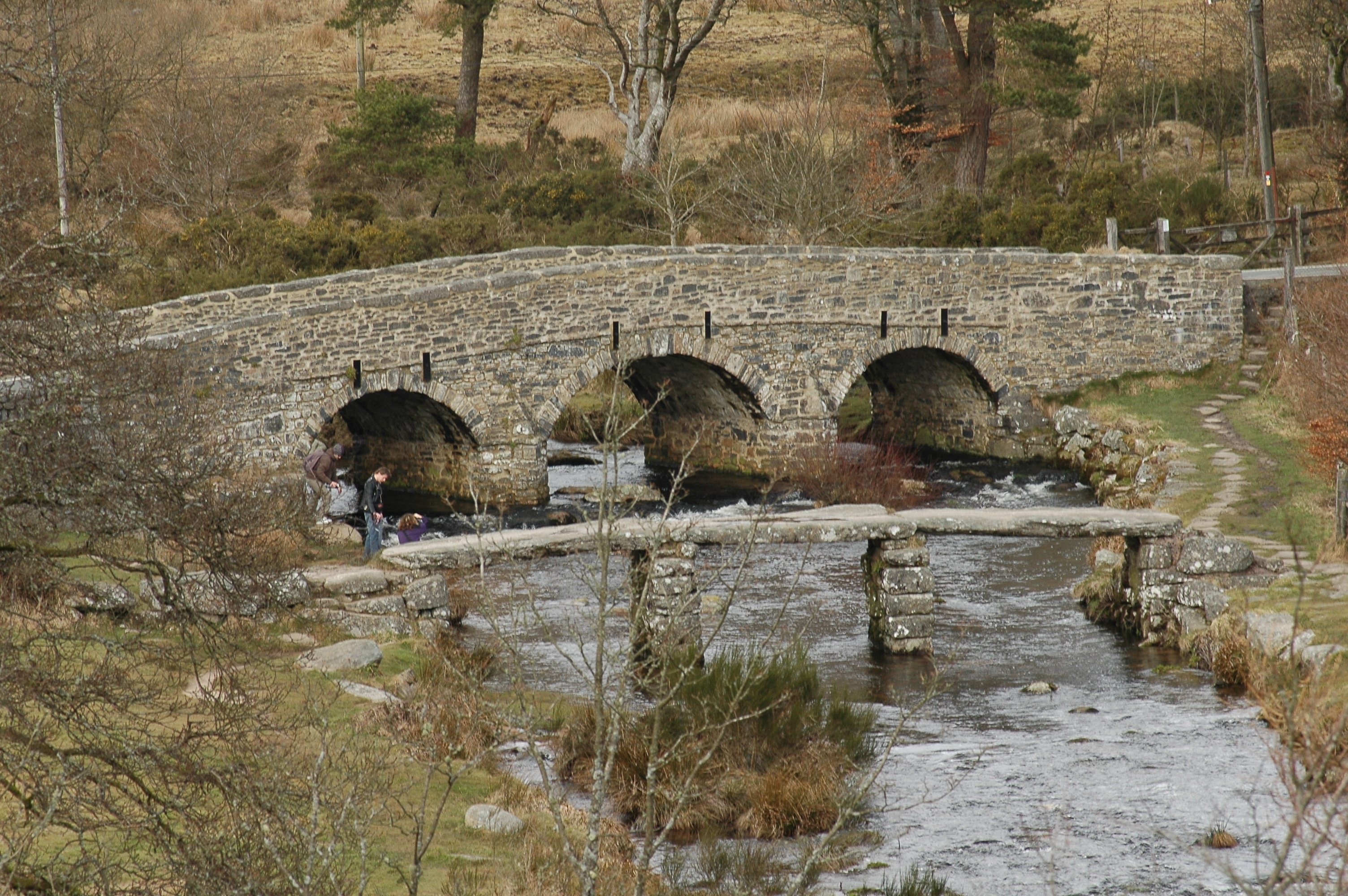
Postbridge Clapper Bridge und benachbarte Steinbogenbrücke

Die Postbridge Clapper Bridge ist eine mittelalterliche Steinplattenbrücke über den East-Dart-River beim Ort Postbridge in der von Granitsteinen durchsetzten Hügellandschaft des Dartmoor in Devon im Südwesten Englands.

## Funktion
Die Brücke diente hauptsächlich der Verbesserung des Transportwegs für Tragtiere, die Zinn von den in der Nähe liegenden Minen zu den Schmelzöfen von Tavistock und Chagford transportierten. Bei der Durchquerung des Flusses vor dem Bau der Brücke verletzten sich Tragtiere häufig im steinigen und rutschigen Flussbett.

## Geschichte
Die genaue Entstehungszeit der Clapper Bridge ist unbekannt. Da sie allerdings bereits im 13. Jahrhundert urkundlich erwähnt wurde, ist eine mittelalterliche Entstehung wahrscheinlich. Spätere Ausbesserungen der Brücke sind nicht dokumentiert; in den 1780er Jahren entstand in unmittelbarer Nachbarschaft eine Steinbogenbrücke. Im Jahr 1879 wurde eine der beiden mittleren Stegplatten aus dem Fluss geborgen und wieder eingefügt.

## Konstruktion
Der insgesamt etwa 8,5 m lange, seitlich leicht abfallende Steinplattensteg besteht aus zwei etwa 2,0 m langen und 0,5 m breiten in den Fluss gesetzten Granitsteinpfeilern, die in Trockenbauweise aufgeschichtet wurden. Auf diesen Pfeilern ruhen insgesamt vier monolithische Steinplatten von etwa 4,0 m Länge, 1,4 m Breite, 0,2 m Dicke und bis zu 8 t Gewicht, die aus einer Entfernung von etwa 2 bis 3 km herbeigeschafft wurden. An beiden Ufern befinden sich kurze abgetreppte Aufgänge von etwa 1,0 m Höhe, die wohl aus späterer Zeit stammen, denn für Tragtiere waren sie nahezu unpassierbar.